# Estola assimilis
Estola assimilis là một loài bọ cánh cứng trong họ Cerambycidae.